# Les Set Germanes
|  | Per a altres significats, vegeu «Set Germanes». |

Les Set Germanes (en noruec: De syv søstre) és una serralada situada a l'illa d'Alsten, al municipi d'Alstahaug, comtat de Nordland, Noruega. La serralada està formada per set pics seguits d'entre 900 i 1.100 msnm. El més destacat n'és el Botnkrona, de 1.072 metres.
La serralada és molt popular entre els excursionistes, ja que ofereix vistes panoràmiques dels voltants. En dies clars, els visitants poden entendre realment per què la zona és anomenada el regne de les mil illes per la població local.
Tots els pics poden ser escalats usant camins marcats, i en cada cim hi ha un quadern on els visitants poden escriure el seu nom. Després de visitar tots els pics, els excursionistes poden posar-se en contacte amb l'associació de turisme local que emetrà un certificat com un testimoni de l'assoliment del cim. No hi ha temps límit per a escalar tots els pics. El rècord de la visita més ràpida de tots els pics és de 4 hores.
Des dels nombrosos fiords de la zona, una bona manera de veure vistes panoràmiques de la serralada és fent un viatge amb els vaixells Hurtigruten, que travessen la zona i es gaudeix dels voltants a mesura que passa tota la longitud de la serra.
| Pics de la serralada | Altitud (msnm) |
| -------------------- | -------------- |
| Botnkrona            | 1,072          |
| Skjæringen           | 1,037          |
| Grytfoten            | 1,019          |
| Kvasstinden          | 1,010          |
| North-Tvillingene    | 980            |
| Sør-Tvillingene      | 945            |
| Breitinden           | 910            |

## Galeria

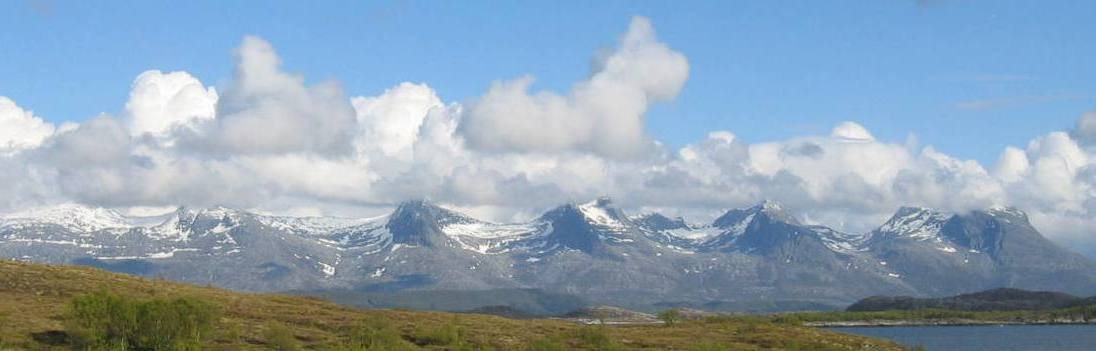
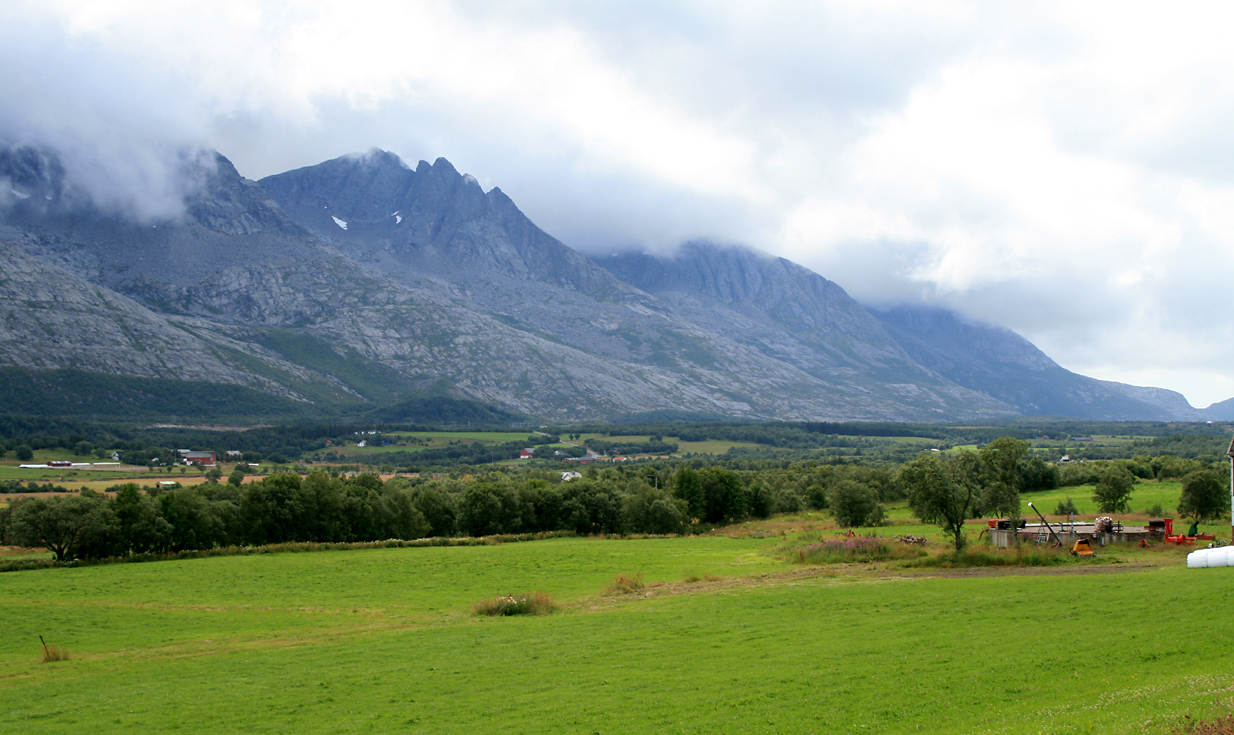
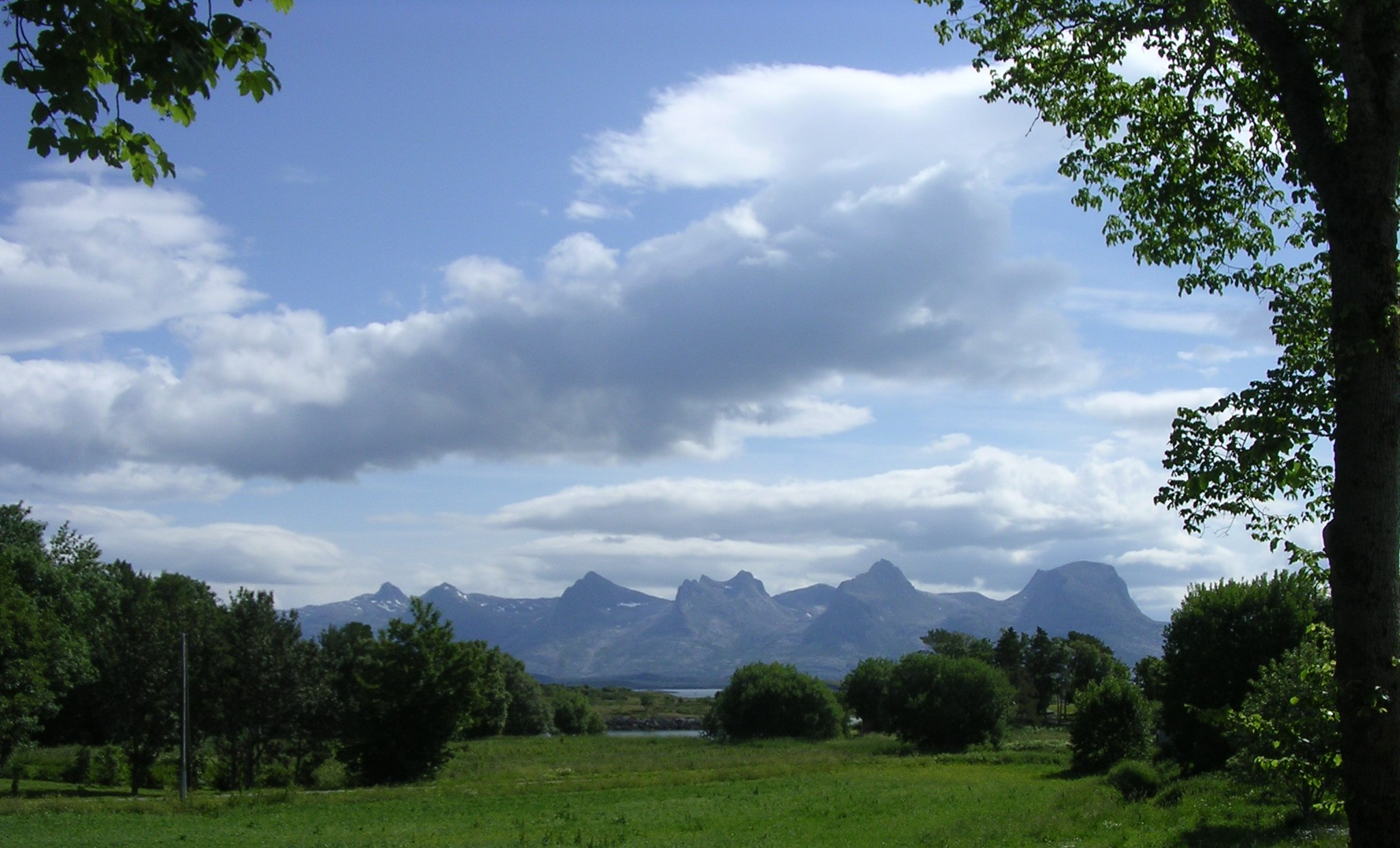
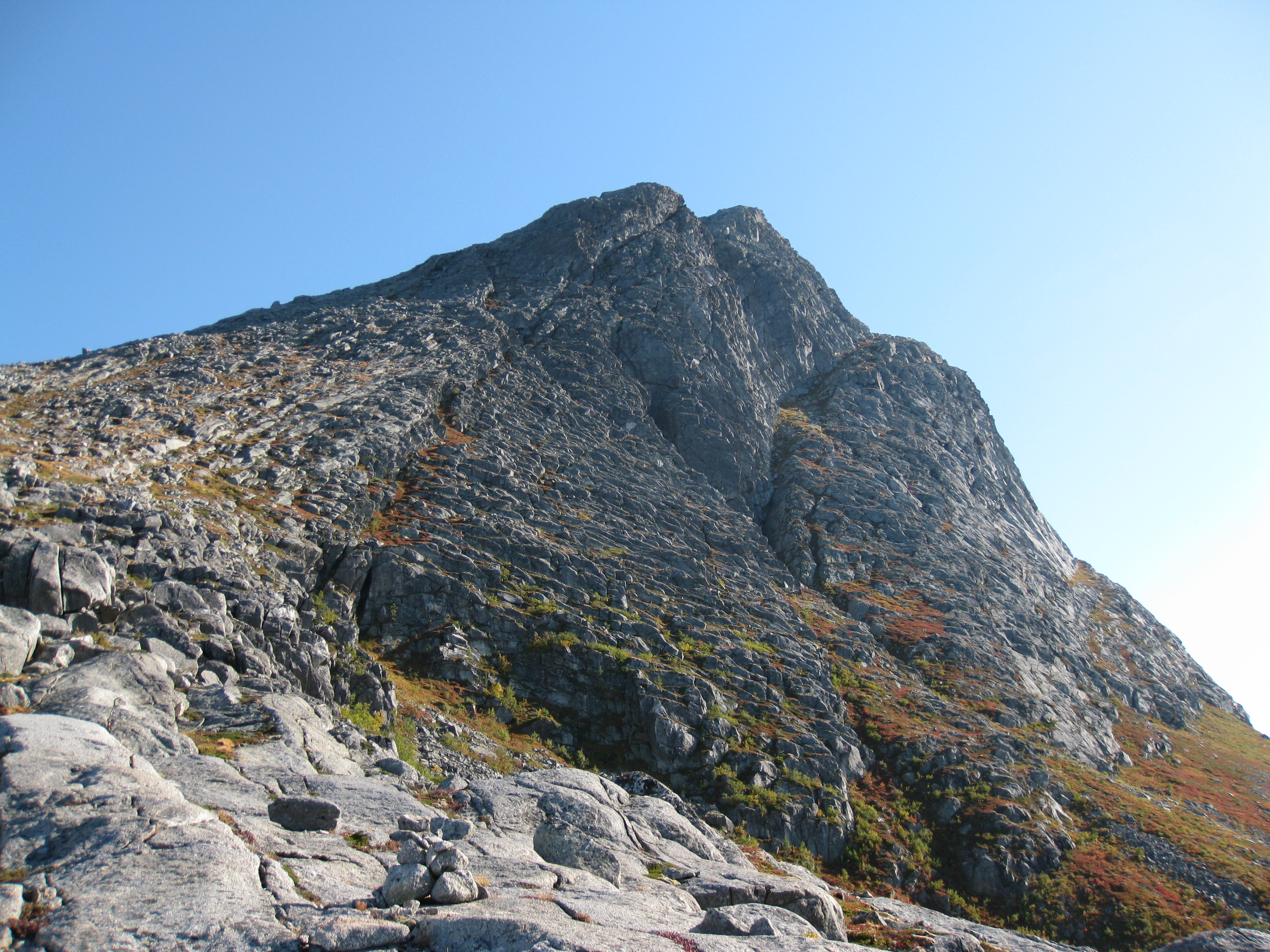
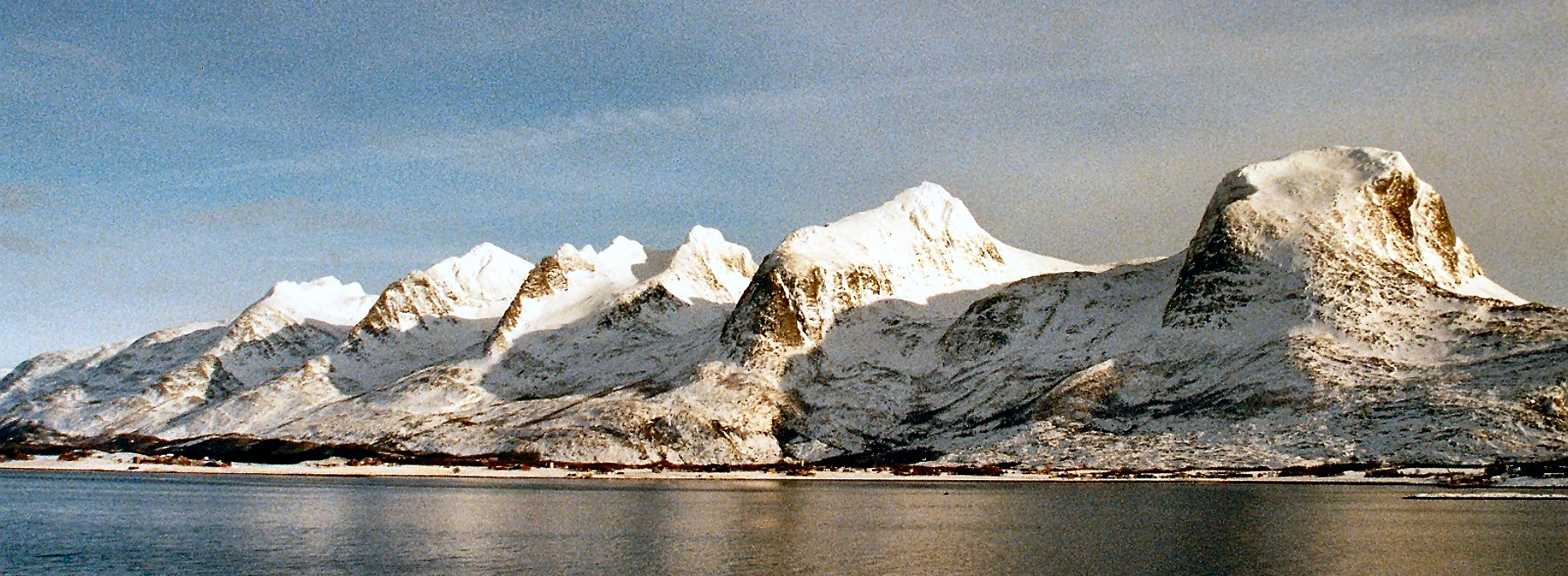